# Parathelypteris nipponica
Parathelypteris nipponica är en kärrbräkenväxtart som först beskrevs av Adrien René Franchet och Paul Amédée Ludovic Savatier och som fick sitt nu gällande namn av Ren-Chang Ching.
Parathelypteris nipponica ingår i släktet Parathelypteris och familjen Thelypteridaceae. Inga underarter finns listade i Catalogue of Life.